# Herre, när jag hör din stämma
Herre, när jag hör din stämma är en sång med text av J. Burton jr. och musik av George Marshall. Sången översattes till svenska och bearbetades 1988 av Karin Hartman.

## Publicerad i
- Frälsningsarméns sångbok 1990 som nr 409 under rubriken "Helgelse".